# Gaël Malacarne
Gaël Malacarne, nacido el 2 de abril de 1986 en Saint-Brieuc, es un ciclista francés, que fue profesional de 2009 a 2013. 

## Palmarés
2008
- 1 etapa del Tour de Haut Anjou

2010
- 1 etapa del Circuito Montañés
- 1 etapa del Tour de Bretaña